# Andreas de Silva
Pour les articles homonymes, voir Silva.
Andreas de Silva (en portugais : André de/da Silva, en italien : Andrea de Silva, en espagnol : Andrés de Silva ; fl.  1510—1530) est un compositeur, peut-être portugais ou espagnol. 

## Biographie
Andreas de Silva est principalement connu par cinq motets contenus dans le Codex Médicis. Le madrigal Che sentisti Madonna, auparavant attribué à Verdelot en 1537, est aujourd'hui rendu à Andreas de Silva. 
Il travaille pour le pape Léon X à Rome à partir de janvier 1519, puis après 1522, il est actif auprès de Frédéric II de Mantoue. D'autres œuvres apparaissent dans les publications d'Ottaviano Petrucci, Andrea Antico, Pierre Attaingnant et Johann Petreius.
De nos jours on lui attribue 6 messes, 31 motets et une chanson.

## Enregistrements
- Motet : « Nigra Sum » sur « Palestrina Masses » par The Tallis Scholars (1986, Gimell CDGIM 003) (OCLC 775032941)
- 5 motets sur Le Divin Arcadelt : la Chandeleur dans la Renaissance de Rome Arcadelt : Missa Ave Regina caelorum’. Hodie beata virgo Maria. Pater noster. Palestrina : Senex Puerum Portabat. Diffusa hne gratia. A. de Silva : Ave Regina caelorum. Inviolata, integra et casta es Maria. Chant : Suscepimus, Deus (Introït). Suscepimus, Deus (Progressive). Nunc dimittis (Voies). Responsum accepit Siméon (Communio). Musica Contexta et The English Cornett and Sackbut Ensemble (17-19 mai 2010, Chandos) (OCLC 793469644)
- Vivat Leo! : Gaude felix Florentia, Omnis pulchritudo Domini - Cappella Pratensis, dir. Joshua Rifkin (2010, Challenge Classics) (OCLC 741700948) — avec d'autres œuvres de Adrian Willaert, Costanzo Festa, Josquin Desprez, Jean Mouton...